# Ion Dragoumis

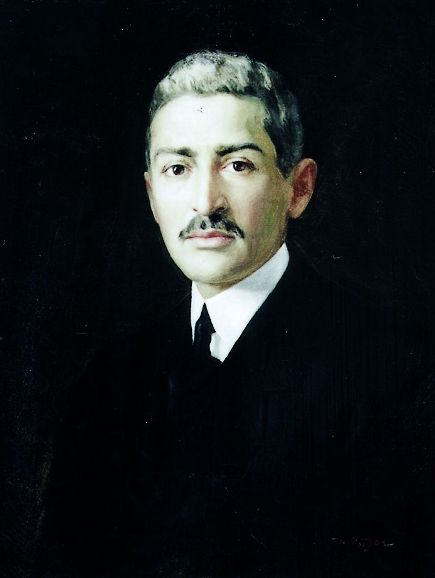
Ion Dragoumis

Ion Dragoumis (griechisch Ίων Δραγούμης, * 2. September 1878 in Athen; † 13. August 1920 ebenda) war ein griechischer Diplomat, Schriftsteller und Politiker.

## Leben
Dragoumis entstammte einer angesehenen Familie. Sein Großvater Markos Dragoumis war ein Anführer der griechischen Befreiungskämpfe. Ion Dragoumis war eines von elf Kindern von Stephanos Dragoumis, der als Außen-, Innen- und Finanzminister und 1910 als Ministerpräsident zahlreichen Regierungen angehörte.
Dragoumis studierte an der Universität Athen Rechtswissenschaften und nahm 1897 als Freiwilliger am türkisch-griechischen Krieg teil. 1899 trat er in den diplomatischen Dienst ein. Er diente als Vizekonsul in Monastir und Konsul in Serres, Plovdiv, Burgas, Alexandria und Alexandroupoli. 1907 wurde er an die Botschaft in Istanbul versetzt.
Während seiner Tätigkeit in Alexandria lernte er die Schriftstellerin Pinelopi Delta kennen, mit der ihn eine leidenschaftliche Liebe und eine jahrelange Brieffreundschaft verband, bis sich Dragoumis 1912 der Schauspielerin Marika Kotopouli zuwandte.
Während des Ersten Balkankriegs war er in Thessaloniki als Gesandter des Kronprinzen und späteren Königs Konstantin I. tätig.
1915 wechselte Dragoumis vom diplomatischen Dienst in die Politik. In der Kontroverse zwischen Royalisten und republikanischen Anhängern von Eleftherios Venizelos gehörte er zu den entschiedenen Gegnern des letzteren. Er ließ sich als Abgeordneter von Florina in das griechische Parlament wählen. Aufgrund von Meinungsverschiedenheiten mit dem König, der sich auch nach der Besetzung eines großen Teils Ostmakedoniens durch Bulgarien dem Kriegseintritt widersetzte, musste sich Dragoumis 1917 ins Exil nach Korsika begeben.
Nachdem am 12. August 1920 auf Eleftherios Venizelos ein Attentat an der Gare de Lyon in Paris verübt wurde, wurde Dragoumis am folgenden Tag von Anhängern Venizelos’ getötet.

## Literarisches Werk
Als Schriftsteller war Dragoumis der bedeutendste Vertreter des griechischen Nationalismus. Er hatte als Alternative zum reinen Nationalstaat jedoch die Vision einer Viel-Staaten-Konföderation, einer Fortsetzung des byzantinischen und des Osmanischen Reiches, die allerdings aufgrund ihrer kulturellen Überlegenheit von den Griechen dominiert werden würde.
Dragoumis spielte eine wichtige Rolle im Streit mit den Bulgaren um Makedonien. In seinem 1907 veröffentlichten Werk „Martyron ke Iroon Ema“ (Blut der Märtyrer und Helden) machte er die Bulgaren als künftige Feinde der Griechen – nach den Osmanen – aus und beschwor das Vorbild des „Bulgarentöters“ Basileios II.
In der griechischen Sprachfrage gehörte er zu den glühenden Verfechtern der Dimotiki.
Dragoumis war mit dem griechischen Schriftsteller Nikos Kazantzakis befreundet.

## Werke
- Το Μονοπάτι To Monopati (Der Pfad), 1902
- Μαρτύρων και ηρώων αίμα Martyron ke Iroon Ema (Blut von Märtyrern und Helden), Athen 1907
- Σαμοθράκη Samothraki (Samothrake), Athen 1908
- Ελληνικός Πολιτισμός Ellinikos Politismos (Griechische Zivilisation), Athen 1913
- Κοινότης, Έθνος και Κράτος Kinotis, Ethnos ke Kratos (Gemeinschaft, Nation und Staat)
- Ο ελληνισμός μου και οι Έλληνες O Ellinismos ke i Ellines (Der Hellenismus und die Griechen), 1927

## Ehrungen
- Nach Dragoumis ist das Dorf Ionas Dragoumis benannt, eine bis 2010 selbständige Gemeinde, die heute zur Gemeinde Argos Orestiko gehört. Von hier stammte die Familie Dragoumis.
- Auf dem Makedomachon-Platz in Thessaloniki wurde eine von dem Bildhauer Giannis Pappas geschaffene Statue von Ion Dragoumis errichtet.[10] In Thessaloniki ist auch eine Straße nach Dragoumis benannt.
- An der Kreuzung Vasilissas-Sofias-Straße und Moni-Petraki-Straße in Athen, der Stelle, an der er getötet wurde, erinnert eine Gedenksäule an das Ende Dragoumis‘.